# STS-41-D
STS-41-D var den tolfte flygningen i det amerikanska rymdfärjeprogrammet och jungfrufärden för rymdfärjan Discovery. Den sköts upp från Pad 39A vid Kennedy Space Center i Florida den 30 augusti 1984. Efter drygt sex dagar i omloppsbana runt jorden återinträdde rymdfärjan i jordens atmosfär och landade vid Edwards Air Force Base i Kalifornien. 

## Start och landning
Total rymdfärdstid: 05:20:57:00
Starten skedde klockan 08:41 (EDT) 30 augusti 1984 från Pad 39A vid Kennedy Space Center i Florida.
Landningen skedde klockan 08:37 (PDT) 5 september 1984 vid Edwards Air Force Base i Kalifornien.

## Uppdragets mål
Huvuduppgiften för detta uppdrag var att placera tre kommunikationssatelliter i omloppsbana: SBS-D (Satellite Business Systems), Telstar 3-C (Telesat i Kanada) och SYNCOM IV-2 (också kallad Leasat-2, eftersom den Hughes-byggda satelliten leasas av den amerikanska flottan).